# Еррера-де-Алькантара
Еррера-де-Алькантара (ісп. Herrera de Alcántara) — муніципалітет в Іспанії, у складі автономної спільноти Естремадура, у провінції Касерес. Населення — 277 осіб (2010).

## Географія
Муніципалітет розташований на португальсько-іспанському кордоні.
Муніципалітет розташований на відстані близько 330 км на захід від Мадрида, 90 км на захід від Касереса.

## Демографія
Динаміка населення (INE ):